# غلوكسينية
الغلوكسينية أو الغُلُكسينية أو السُّلطان أو سلطان الزهور أو الجلكسينية (الاسم العلمي: Gloxinia) هي جنس من النباتات تتبع الفصيلة الغزنرية من رتبة الشفويات.

## أنواع الغلوكسينية
- غلوكسينية دونكلارية
- غلوكسينية أرينية
- غلوكسينية معمرة
- غلوكسينية صفراء الأوراق
- غلوكسينية متناوبة الأزهار
- غلوكسينية بورشالية
- غلوكسينية رقيقة
- غلوكسينية شجرية
- غلوكسينية ضئيلة
- غلوكسينية غامضة
- غلوكسينية غزنرية
- غلوكسينية كثيرة الأزهار
- غلوكسينية متعددة الأزهار
- غلوكسينية مخشوشبة
- غلوكسينية مهدبة